# پل‌بند
پل‌بند یا شادروان گونه‌ای پل بود که بر روی آب رودخانه‌ها بسته می‌شد.

## کاربرد
پل‌بندها کاربرد سه‌گانه‌ای داشتند؛گذشته از نقش گذر از آن، به کمک دیوار بلندی از سنگ و آجر به نام بند، سبب ذخیرهٔ آب در موقع بالا آمدن می‌گردیدند که این آب در وقت لزوم به مصرف کشاورزی و... می رسید. همچنین، چند آسیاب در مسیر شاخابه‌های پل‌بندها قرار داشتند که به آسیاب کردن گندم و دانه‌های دیگر می پرداختند. از این پل‌بندها یا شادروان‌ها در دزفول و دیگر شهرهای خوزستان وجود داشته است. همچنین، بند امیر بر روی رودخانهٔ کر در فارس نیز یکی از همین پل‌بندهاست که بزرگ‌ترینِ آنها در ایران می‌باشد.